# Ma jeunesse fout le camp...
| Оценки критиков | Оценки критиков |
| Источник        | Оценка          |
| --------------- | --------------- |
| Allmusic        | [ 1 ]           |

Ma jeunesse fout le camp… — студийный альбом французской популярной певицы Франсуазы Арди. Выпущен во Франции в ноябре 1967 года на LP, производством занимались Asparagus/Disques Vogue/Vogue international industries (CLD 720). Название очень идиоматическое, но на английском оно означает 'My youth is slipping away' (рус. Моя молодость ускользает).
Это был первый альбом, спродюсированный собственной продюсерской компании Арди, Asparagus Productions. Выпуском и распространением по-прежнему занимался лейбл Disques Vogue.

## Список композиций
Если не указано иное, слова и музыка написаны Франсуазой Харди, а аккомпанирует ей оркестр Чарльза Блэквелла.
1. «Ma jeunesse fout le camp» — 3:05
Слова и музыка написаны: Гай Бонтемпелли
Впервые исполнена: Мишель Арно, 1962
2. «Viens là» — 2:25
3. «Mon amour adieu» — 2:20
Слова и музыка написаны: Hasell[4]
4. «La Fin de l’été» — 2:35
Оригинальное название: «À la fin de l’été… (Tu sais)»
Автор слов: Жан-Макс Ривьер
Автор музыки: Жерар Буржуа[англ.]
Первое исполнение: Брижит Бардо, 1964
5. «En vous aimant bien» — 2:15
В сопровождении: Джон Пол Джонс
6. «Qui peut dire?» — 2:05
В сопровождении: Жака Дютрона
7. «Des ronds dans l’eau» — 2:25
Автор слов: Пьер Бару
Автор музыки: Реймонд Ле Сеншаль
Первое исполнение: Николь Круазиль и Анни Жирардо, 1967[5]
8. «Il n’y a pas d’amour heureux» — 2:20
Слова: поэма Луи Арагона
Музыка написана: Жорж Брассенс
 Первое исполнение: Жорж Брассенс, 1953
9. «Il est trop loin» — 3:40
Оригинальное название: «Sorrow»
Слова и музыка написаны: Питером Ярроу и Ноэлем «Полом» Стуки.
 Впервые исполнена: Peter, Paul and Mary, 1962
Французская адаптация: Даниэль Хортис и Даниэль Жерар[англ.][6]
10. «Mais il y a des soirs» — 2:10
В сопровождении: Джон Пол Джонс
11. «Voilà» — 3:20
В сопровождении: Жака Денжана[англ.]
12. «C’était charmant» — 1:55

## Издания

### LP: первые издания ванглоязычном мире
- ЮАР, 1968: Ma jeunesse fout le camp…, World Record Club[англ.] (ORL 6016).
- Австралия, 1968: Ma jeunesse fout le camp…, Phono Vox (LPV 005).
- Канада, 1968: Ma jeunesse fout le camp…, Disques Vogue[англ.]/Vogue international industries (VC 6020).
- Великобритания, 1968: Il n’y a pas d’amour heureux, United Artists Records (ULP 1191).
- Новая Зеландия, 1968: Ma jeunesse fout le camp…, Phono Vox (LPV 005).
- США, 1969: Mon Amour Adieu, Reprise Records (RS 6345).[7]

### Переиздания наCD
- Франция, 1995: Ma jeunesse fout le camp…, Kundalini/Vogue/Virgin Records (7243 8 40501 2 2).